# 瀬戸内海歴史民俗資料館
瀬戸内海歴史民俗資料館（せとないかいれきしみんぞくしりょうかん）は、香川県高松市の五色台山上にある人文系博物館。建物は国の重要文化財に指定されている。

## 概要
瀬戸内海と周辺地域の民俗を対象に、資料収集・保管・展示・総合研究をしている県立の資料館である。1973年（昭和48年）に開館した。
1977年（昭和52年）、「瀬戸内海及び周辺地域の漁撈用具」（2,843点）が、国の重要有形民俗文化財に指定された。そして、1993年（平成5年）「瀬戸内海の船図及び船大工用具」（2,813点）、2015年（平成27年）「西日本の背負運搬具コレクション」（310点）が、国の重要有形民俗文化財に指定された。
建物は、1974年（昭和50年）日本建築学会賞を受賞した。そして、1998年（平成10年）公共建築百選に選ばれ、2013年（平成25年）DOCOMOMO JAPAN選定 日本におけるモダン・ムーブメントの建築に選ばれた。
2008年、香川県立ミュージアム（旧、香川県歴史博物館と統合）の分館となる。

## 展示内容
瀬戸内海の漁業や島々のくらし、船大工用具、廻船などの瀬戸内海の海運、香川の自然環境に育まれた砂糖・綿・塩の讃岐三白、ため池などの水利用具、稲作用具、祭りや芸能に関わる資料を展示している。展示内容は公式サイト「瀬戸内海歴史民俗資料館｜展示」を参照。

## 建築概要

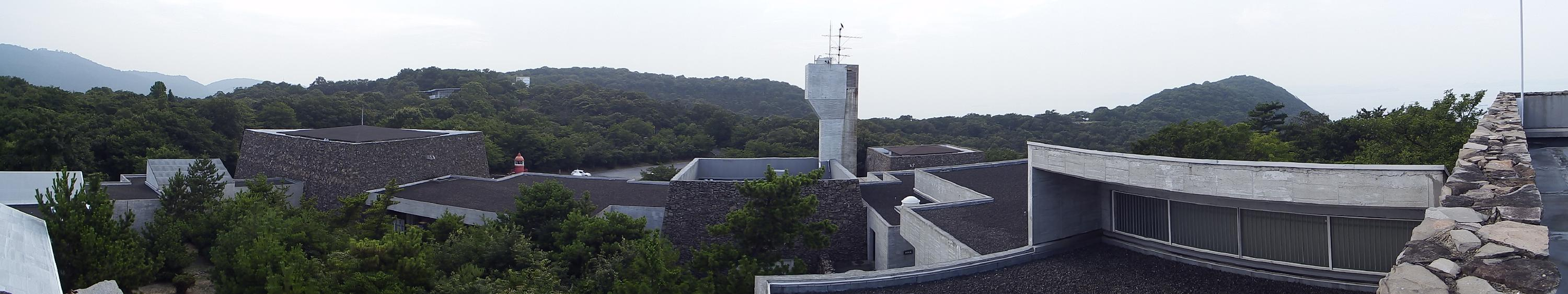
瀬戸内海歴史民俗資料館の屋上より

- 設計 - 山本忠司（香川県建築課）[6]
- 構造設計 - 木村俊彦
- 構造・規模 - RC造、平家一部中2階
- 敷地面積 - 45,094m2
- 建築面積 - 3,003m2
- 延床面積 - 3,275m2
- 竣工 - 1973年5月

## 利用情報
- 開館時間 - 9：00～17：00（入館は16：30まで）[3]
- 休館日 - 月曜日（月曜日が休日の場合は原則として翌火曜日）、年末年始（12月29日～1月3日）
- 観覧料 - 無料
- 駐車場 - 普通車30台収容、大型バス可

## 交通アクセス
- JR四国・予讃線・高松駅から（生島ー大崎の鼻経由）車で約25分（約16㎞）[3]
- JR四国・予讃線・坂出駅から（王越ー大崎の鼻経由）車で約30分（約20㎞）
- 徳島方面から高松自動車道高松檀紙ICより車で約30分（約18㎞）
- 岡山方面から瀬戸中央自動車道坂出北ICより車で約30分（約18㎞）
- 愛媛・高知方面から高松自動車道坂出ICより車で約35分（約24㎞）

## 周辺情報
- 白峰寺
- 根香寺